# Circuit du Houtland 2014
La 70e édition du Circuit du Houtland a eu lieu le 24 septembre 2014. La course fait partie du calendrier UCI Europe Tour 2014 en catégorie 1.1.

## Présentation

### Équipes
Classé en catégorie 1.1 de l'UCI Europe Tour, le Circuit du Houtland est par conséquent ouvert aux UCI ProTeams dans la limite de 50 % des équipes participantes, aux équipes continentales professionnelles, aux équipes continentales et aux équipes nationales.
Vingt-et-une équipes participent à ce Circuit du Houtland - cinq équipes UCI ProTeams, trois équipes continentales professionnelles et treize équipes continentales :
| UCI ProTeams            | UCI ProTeams | UCI ProTeams |
| Nom de l'équipe         | Pays         | Code         |
| ----------------------- | ------------ | ------------ |
| Belkin                  | Pays-Bas     | BEL          |
| FDJ.fr                  | France       | FDJ          |
| Giant-Shimano           | Pays-Bas     | GIA          |
| Lotto-Belisol           | Belgique     | LTB          |
| Omega Pharma-Quick Step | Belgique     | OPQ          |

| Équipes continentales professionnelles | Équipes continentales professionnelles | Équipes continentales professionnelles |
| Nom de l'équipe                        | Pays                                   | Code                                   |
| -------------------------------------- | -------------------------------------- | -------------------------------------- |
| NetApp-Endura                          | Allemagne                              | TNE                                    |
| Topsport Vlaanderen-Baloise            | Belgique                               | TSV                                    |
| Wanty-Groupe Gobert                    | Belgique                               | WGG                                    |

| Équipes continentales                     | Équipes continentales | Équipes continentales |
| Nom de l'équipe                           | Pays                  | Code                  |
| ----------------------------------------- | --------------------- | --------------------- |
| 3M                                        | Belgique              | MMM                   |
| De Rijke                                  | Pays-Bas              | RIJ                   |
| Joker                                     | Norvège               | TJO                   |
| Josan-To Win                              | Belgique              | JTW                   |
| Leopard Development                       | Luxembourg            | LDT                   |
| Metec-TKH Continental                     | Pays-Bas              | MET                   |
| Roubaix Lille Métropole                   | France                | RLM                   |
| Stölting                                  | Allemagne             | STG                   |
| Stuttgart                                 | Allemagne             | SGT                   |
| Vastgoedservice-Golden Palace Continental | Belgique              | VGS                   |
| Veranclassic-Doltcini                     | Belgique              | VER                   |
| Verandas Willems                          | Belgique              | WIL                   |
| Wallonie-Bruxelles                        | Belgique              | WBC                   |

## Classement final
|    | Coureur            | Pays      | Équipe                      |    | Temps           |
| -- | ------------------ | --------- | --------------------------- | -- | --------------- |
| 1  | Jelle Wallays      | Belgique  | Topsport Vlaanderen-Baloise | en | 4 h 32 min 58 s |
| 2  | Daniel Schorn      | Autriche  | NetApp-Endura               | +  | 2 s             |
| 3  | Coen Vermeltfoort  | Pays-Bas  | De Rijke                    |    | 3 s             |
| 4  | Tosh Van der Sande | Belgique  | Lotto-Belisol               |    | 3 s             |
| 5  | Julien Vermote     | Belgique  | Omega Pharma-Quick Step     |    | 3 s             |
| 6  | Bram Tankink       | Pays-Bas  | Belkin                      |    | 3 s             |
| 7  | Tom Van Asbroeck   | Belgique  | Topsport Vlaanderen-Baloise |    | 37 s            |
| 8  | Phil Bauhaus       | Allemagne | Stölting                    |    | 37 s            |
| 9  | Jens Debusschere   | Belgique  | Lotto-Belisol               |    | 37 s            |
| 10 | Yoeri Havik        | Pays-Bas  | De Rijke                    |    | 37 s            |

## Liste des participants
- Liste de départ complète

| Légende | Légende                                                                    | Légende | Légende                                                    |
| ------- | -------------------------------------------------------------------------- | ------- | ---------------------------------------------------------- |
| Num     | Dossard de départ porté par le coureur sur ce Circuit du Houtland          | Pos     | Position à l'arrivée de la course                          |
|         | Indique un maillot de champion national ou mondial, suivi de sa spécialité | NP      | Indique un coureur qui n'a pas pris le départ de la course |
| AB      | Indique un coureur qui n'a pas terminé la course                           | HD      | Indique un coureur qui a terminé la course hors des délais |

| Giant-Shimano GIA | Giant-Shimano GIA     | Giant-Shimano GIA |
| ----------------- | --------------------- | ----------------- |
| Num               | Coureur               | Pos               |
| 1                 | Marcel Kittel (GER)   | AB                |
| 2                 | Roy Curvers (NED)     | 76e               |
| 3                 | Bert De Backer (BEL)  | 88e               |
| 4                 | Dries Devenyns (BEL)  | AB                |
| 5                 | Ji Cheng (CHN)        | AB                |
| 6                 | Daan Olivier (NED)    | 66e               |
| 7                 | Ramon Sinkeldam (NED) | AB                |
| 8                 | Tom Stamsnijder (NED) | 85e               |
| 9                 | Albert Timmer (NED)   | AB                |
| 10                | Tom Veelers (NED)     | 11e               |

| Lotto-Belisol LTB | Lotto-Belisol LTB              | Lotto-Belisol LTB |
| ----------------- | ------------------------------ | ----------------- |
| Num               | Coureur                        | Pos               |
| 11                | Jens Debusschere (BEL) (Route) | 9e                |
| 12                | Sean De Bie (BEL)              | 72e               |
| 13                | Xandro Meurisse (BEL)          | 32e               |
| 14                | Kenny Dehaes (BEL)             | AB                |
| 15                | Pim Ligthart (NED)             | 87e               |
| 16                | Oliver Naesen (BEL)            | 15e               |
| 17                | Boris Vallée (BEL)             | 44e               |
| 18                | Jonas Van Genechten (BEL)      | 33e               |
| 19                | Tosh Van der Sande (BEL)       | 4e                |
| 20                |                                |                   |

| Omega Pharma-Quick Step OPQ | Omega Pharma-Quick Step OPQ    | Omega Pharma-Quick Step OPQ |
| --------------------------- | ------------------------------ | --------------------------- |
| Num                         | Coureur                        | Pos                         |
| 21                          | Guillaume Van Keirsbulck (BEL) | 61e                         |
| 22                          | Kevin De Weert (BEL)           | AB                          |
| 23                          | Gianni Meersman (BEL)          | 69e                         |
| 24                          | Julien Vermote (BEL)           | 5e                          |
| 25                          | Thomas De Gendt (BEL)          | AB                          |
| 26                          | Andrew Fenn (GBR)              | 91e                         |
| 27                          | Nikolas Maes (BEL)             | 70e                         |
| 28                          | Serge Pauwels (BEL)            | 75e                         |
| 29                          | Gert Steegmans (BEL)           | AB                          |
| 30                          | Stijn Vandenbergh (BEL)        | AB                          |

| Belkin BEL | Belkin BEL               | Belkin BEL |
| ---------- | ------------------------ | ---------- |
| Num        | Coureur                  | Pos        |
| 31         | Graeme Brown (AUS)       | 52e        |
| 32         | Theo Bos (NED)           | 20e        |
| 33         | Jetse Bol (NED)          | 57e        |
| 34         | Moreno Hofland (NED)     | 80e        |
| 35         | Barry Markus (NED)       | 55e        |
| 36         | Bram Tankink (NED)       | 6e         |
| 37         | Nick van der Lijke (NED) | 81e        |
| 38         | Dennis van Winden (NED)  | 79e        |
| 39         | Maarten Wynants (BEL)    | 71e        |
| 40         | Lars Boom (NED)          | AB         |

| FDJ.fr FDJ | FDJ.fr FDJ                     | FDJ.fr FDJ |
| ---------- | ------------------------------ | ---------- |
| Num        | Coureur                        | Pos        |
| 41         | Arnaud Démare (FRA) (Route)    | AB         |
| 42         | Mickaël Delage (FRA)           | 14e        |
| 43         | Pierre-Henri Lecuisinier (FRA) | AB         |
| 44         | Arnaud Courteille (FRA)        | 68e        |
| 45         | Yoann Offredo (FRA)            | 50e        |
| 46         | Anthony Geslin (FRA)           | AB         |
| 47         | Lorrenzo Manzin (FRA)          | AB         |
| 48         | David Boucher (FRA)            | AB         |
| 49         | Olivier Le Gac (FRA)           | AB         |
| 50         | Marc Sarreau (FRA)             | AB         |

| NetApp-Endura TNE | NetApp-Endura TNE         | NetApp-Endura TNE |
| ----------------- | ------------------------- | ----------------- |
| Num               | Coureur                   | Pos               |
| 51                |                           |                   |
| 52                | Blaž Jarc (SLO)           | 90e               |
| 53                | Ralf Matzka (GER)         | 67e               |
| 54                |                           |                   |
| 55                | Andreas Schillinger (GER) | 89e               |
| 56                | Daniel Schorn (AUT)       | 2e                |
| 57                | Michael Schwarzmann (GER) | 17e               |
| 58                | Scott Thwaites (GBR)      | AB                |
| 59                |                           |                   |
| 60                |                           |                   |

| Topsport Vlaanderen-Baloise TSV | Topsport Vlaanderen-Baloise TSV | Topsport Vlaanderen-Baloise TSV |
| ------------------------------- | ------------------------------- | ------------------------------- |
| Num                             | Coureur                         | Pos                             |
| 61                              | Yves Lampaert (BEL)             | AB                              |
| 62                              | Kenny De Ketele (BEL)           | AB                              |
| 63                              | Jelle Wallays (BEL)             | 1er                             |
| 64                              | Tim Declercq (BEL)              | 83e                             |
| 65                              | Jarl Salomein (BEL)             | 34e                             |
| 66                              | Edward Theuns (BEL)             | 86e                             |
| 67                              | Tom Van Asbroeck (BEL)          | 7e                              |
| 68                              | Gijs Van Hoecke (BEL)           | 82e                             |
| 69                              | Michael Van Staeyen (BEL)       | 26e                             |
| 70                              | Kenneth Vanbilsen (BEL)         | 94e                             |

| Wanty-Groupe Gobert WGG | Wanty-Groupe Gobert WGG  | Wanty-Groupe Gobert WGG |
| ----------------------- | ------------------------ | ----------------------- |
| Num                     | Coureur                  | Pos                     |
| 71                      | Danilo Napolitano (ITA)  | 77e                     |
| 72                      | Frederik Veuchelen (BEL) | 64e                     |
| 73                      | Björn Leukemans (BEL)    | 51e                     |
| 74                      | Tim De Troyer (BEL)      | AB                      |
| 75                      | Jempy Drucker (LUX)      | 36e                     |
| 76                      | Jan Ghyselinck (BEL)     | 73e                     |
| 77                      | Jérôme Gilbert (BEL)     | 48e                     |
| 78                      | Roy Jans (BEL)           | AB                      |
| 79                      | Lander Seynaeve (BEL)    | AB                      |
| 80                      | Fréderique Robert (BEL)  | 24e                     |

| Roubaix Lille Métropole RLM | Roubaix Lille Métropole RLM | Roubaix Lille Métropole RLM |
| --------------------------- | --------------------------- | --------------------------- |
| Num                         | Coureur                     | Pos                         |
| 81                          | Rudy Barbier (FRA)          | 78e                         |
| 82                          | Jean-Lou Paiani (FRA)       | 92e                         |
| 83                          | Julien Duval (FRA)          | 93e                         |
| 84                          |                             |                             |
| 85                          | Romain Pillon (FRA)         | AB                          |
| 86                          | Baptiste Planckaert (BEL)   | 12e                         |
| 87                          | Jimmy Turgis (FRA)          | 40e                         |
| 88                          |                             |                             |
| 89                          |                             |                             |
| 90                          |                             |                             |

| Leopard Development LDT | Leopard Development LDT | Leopard Development LDT |
| ----------------------- | ----------------------- | ----------------------- |
| Num                     | Coureur                 | Pos                     |
| 91                      | Piero Baffi (ITA)       | AB                      |
| 92                      | Dennis Coenen (BEL)     | 16e                     |
| 93                      |                         |                         |
| 94                      | Massimo Morabito (LUX)  | AB                      |
| 95                      | Matthias Plarre (GER)   | 58e                     |
| 96                      | Pit Schlechter (LUX)    | 74e                     |
| 97                      | Tom Thill (LUX)         | 41e                     |
| 98                      | Joël Zangerlé (LUX)     | 60e                     |
| 99                      |                         |                         |
| 100                     |                         |                         |

| Wallonie-Bruxelles WBC | Wallonie-Bruxelles WBC  | Wallonie-Bruxelles WBC |
| ---------------------- | ----------------------- | ---------------------- |
| Num                    | Coureur                 | Pos                    |
| 101                    | Frédéric Amorison (BEL) | AB                     |
| 102                    | Quentin Bertholet (BEL) | 65e                    |
| 103                    | Olivier Chevalier (BEL) | AB                     |
| 104                    | Antoine Demoitié (BEL)  | 25e                    |
| 105                    | Boris Dron (BEL)        | AB                     |
| 106                    | Jonathan Dufrasne (BEL) | 49e                    |
| 107                    | Laurent Évrard (BEL)    | AB                     |
| 108                    | Loïc Pestiaux (BEL)     | AB                     |
| 109                    | Julien Stassen (BEL)    | 45e                    |
| 110                    | Robin Stenuit (BEL)     | 27e                    |

| Vastgoedservice-Golden Palace Continental VGS | Vastgoedservice-Golden Palace Continental VGS | Vastgoedservice-Golden Palace Continental VGS |
| --------------------------------------------- | --------------------------------------------- | --------------------------------------------- |
| Num                                           | Coureur                                       | Pos                                           |
| 111                                           | Kevin Hulsmans (BEL)                          | AB                                            |
| 112                                           | Kevin Van Staeyen (BEL)                       | AB                                            |
| 113                                           | Alexander Cools (BEL)                         | AB                                            |
| 114                                           | Sander Cordeel (BEL)                          | AB                                            |
| 115                                           | Kurt Geysen (BEL)                             | AB                                            |
| 116                                           | Sam Lennertz (BEL)                            | AB                                            |
| 117                                           | Kevin Peeters (BEL)                           | 38e                                           |
| 118                                           | Rob Ruijgh (NED)                              | AB                                            |
| 119                                           | Nick Wynants (BEL)                            | AB                                            |
| 120                                           | Alphonse Vermote (BEL)                        | 47e                                           |

| De Rijke RIJ | De Rijke RIJ             | De Rijke RIJ |
| ------------ | ------------------------ | ------------ |
| Num          | Coureur                  | Pos          |
| 121          |                          |              |
| 122          | Dex Groen (NED)          | 23e          |
| 123          | Ike Groen (NED)          | AB           |
| 124          | Dylan Groenewegen (NED)  | 13e          |
| 125          | Yoeri Havik (NED)        | 10e          |
| 126          | Kobus Hereijgers (NED)   | 39e          |
| 127          | Sjoerd Kouwenhoven (NED) | 63e          |
| 128          |                          |              |
| 129          | Ronan van Zandbeek (NED) | AB           |
| 130          | Coen Vermeltfoort (NED)  | 3e           |

| Joker TJO | Joker TJO                   | Joker TJO |
| --------- | --------------------------- | --------- |
| Num       | Coureur                     | Pos       |
| 131       | Vegard Robinson Bugge (NOR) | AB        |
| 132       |                             |           |
| 133       | Truls Engen Korsæth (NOR)   | 28e       |
| 134       | Philip Lindau (SWE)         | AB        |
| 135       | Jo Kogstad Ringheim (NOR)   | AB        |
| 136       | Anders Skaarseth (NOR)      | 95e       |
| 137       |                             |           |
| 138       | Adrian Aas Stien (NOR)      | AB        |
| 139       |                             |           |
| 140       | Edvin Wilson (SWE)          | AB        |

| Metec-TKH Continental MET | Metec-TKH Continental MET | Metec-TKH Continental MET |
| ------------------------- | ------------------------- | ------------------------- |
| Num                       | Coureur                   | Pos                       |
| 141                       | Johim Ariesen (NED)       | AB                        |
| 142                       | Jesper Asselman (NED)     | AB                        |
| 143                       | Dennis Bakker (NED)       | AB                        |
| 144                       | Tijmen Eising (NED)       | 30e                       |
| 145                       | Niels Goeree (NED)        | 54e                       |
| 146                       | Peter Koning (NED)        | AB                        |
| 147                       | Oscar Riesebeek (NED)     | AB                        |
| 148                       | Remco te Brake (NED)      | 21e                       |
| 149                       |                           |                           |
| 150                       | Brian van Goethem (NED)   | 62e                       |

| Stölting STG | Stölting STG         | Stölting STG |
| ------------ | -------------------- | ------------ |
| Num          | Coureur              | Pos          |
| 151          | Phil Bauhaus (GER)   | 8e           |
| 152          | Max Walscheid (GER)  | 53e          |
| 153          |                      |              |
| 154          | Markus Eichler (GER) | AB           |
| 155          | Tim Gebauer (GER)    | NP           |
| 156          | Thomas Koep (GER)    | 84e          |
| 157          |                      |              |
| 158          |                      |              |
| 159          | Nils Politt (GER)    | 56e          |
| 160          | Jonas Tenbrock (GER) | 42e          |

| Stuttgart SGT | Stuttgart SGT              | Stuttgart SGT |
| ------------- | -------------------------- | ------------- |
| Num           | Coureur                    | Pos           |
| 161           | Jack Cummings (AUS)        | AB            |
| 162           | Nikodemus Holler (GER)     | NP            |
| 163           | Kai Kautz (GER)            | AB            |
| 164           | Christopher Muche (GER)    | AB            |
| 165           | Georg Loef (GER)           | AB            |
| 166           | Arnold Fiek (GER)          | AB            |
| 167           | Marc-Andre Tzschupke (GER) | AB            |
| 168           |                            |               |
| 169           |                            |               |
| 170           |                            |               |

| Verandas Willems WIL | Verandas Willems WIL    | Verandas Willems WIL |
| -------------------- | ----------------------- | -------------------- |
| Num                  | Coureur                 | Pos                  |
| 171                  | Thomas De Troch (BEL)   | AB                   |
| 172                  | Louis Convens (BEL)     | AB                   |
| 173                  | Michael Goolaerts (BEL) | AB                   |
| 174                  |                         |                      |
| 175                  | Emiel Wastyn (BEL)      | 31e                  |
| 176                  |                         |                      |
| 177                  | Floris Smeyers (BEL)    | AB                   |
| 178                  | Niels Vandyck (BEL)     | AB                   |
| 179                  | Nicolas Vereecken (BEL) | AB                   |
| 180                  | Willem Wauters (BEL)    | AB                   |

| Josan-To Win JTW | Josan-To Win JTW       | Josan-To Win JTW |
| ---------------- | ---------------------- | ---------------- |
| Num              | Coureur                | Pos              |
| 181              | Vincent De Boeck (BEL) | AB               |
| 182              | Dries De Bondt (BEL)   | AB               |
| 183              | Angelo De Clercq (BEL) | 29e              |
| 184              | Niels De Rooze (BEL)   | AB               |
| 185              | Dirk Finders (GER)     | AB               |
| 186              | Lars Haverals (BEL)    | AB               |
| 187              | Niels Reynvoet (BEL)   | 59e              |
| 188              |                        |                  |
| 189              | Robin Venneman (BEL)   | AB               |
| 190              | Benjamin Verraes (BEL) | 19e              |

| 3M MMM | 3M MMM                    | 3M MMM |
| ------ | ------------------------- | ------ |
| Num    | Coureur                   | Pos    |
| 191    | Egidijus Juodvalkis (LTU) | 18e    |
| 192    | Gerry Druyts (BEL)        | 43e    |
| 193    | Fraser Gough (NZL)        | AB     |
| 194    | Jimmy Janssens (BEL)      | AB     |
| 195    | Joren Segers (BEL)        | AB     |
| 196    | Tim Vanspeybroeck (BEL)   | 37e    |
| 197    | Stef Van Zummeren (BEL)   | 35e    |
| 198    | Emiel Vermeulen (BEL)     | 198e   |
| 199    |                           |        |
| 200    |                           |        |

| Veranclassic-Doltcini VER | Veranclassic-Doltcini VER       | Veranclassic-Doltcini VER |
| ------------------------- | ------------------------------- | ------------------------- |
| Num                       | Coureur                         | Pos                       |
| 201                       | Gorik Gardeyn (BEL)             | AB                        |
| 202                       | Gianni Bossuyt (BEL)            | AB                        |
| 203                       | Tom Goovaerts (BEL)             | 46e                       |
| 204                       | Wouter Mol (NED)                | AB                        |
| 205                       |                                 |                           |
| 206                       | Alessandro Soenens (BEL)        | AB                        |
| 207                       | Joeri Stallaert (BEL)           | AB                        |
| 208                       | Francesco Van Coppernolle (BEL) | AB                        |
| 209                       |                                 |                           |
| 210                       | Kevin Verwaest (BEL)            | AB                        |